# Lors Doukajev
Lors Doukajev (Лорс Дукаев; også skrevet Lors Dukaiev (fransk translitteration)), født 12. januar 1983 eller 1986 i Kirov i  Den Russiske Socialistiske Føderative Sovjetrepublik, Sovjetunionen), er den mand, der den 30. maj 2011 blev dømt for forsøg på terror i forbindelse med  eksplosionen på Hotel Jørgensen i København den 10. september 2010.
Ekstra Bladet skriver, at han som asylsøger kan have løjet om sin alder, og det er derfor, der er usikkerhed om fødselsåret.
Hans mor, Kisa Doukajev, var uddannet læge.
Hans fader, Magomed Sultanovitsj Doukaiev, var officer i den russiske hær.
Familien flyttede til Tjetjeniens hovedstad, Grosnij, hvor Lors voksede op.
I 1990 blev faderen invalideret.
Den 6. februar 1996 mistede Doukajev sit ene ben pga. en russisk mine på en legeplads. Med sin mor har han været tre uger i Norge på rekreationsophold efter invitation af hjælpeorganisationen Ruslands Børnefond.
Hans mor skriver 1999 bogen Tetjenien. Retten til kultur.
Lors Doukaiev kom til Belgien omkring 2005. 
Han boede i byen Arlon, hvor han tog studentereksamen.
Senere flyttede han til Liège for at læse til arkitekt på arkitektskolen Institut Superieur d'Architecture Saint-Luc.
Det første år på skolen gik fint, men de næste to år dumpede han sine eksaminer. Andre kilder nævner, at han blot studerede to semestre.
I 2008 var han på studietur i København.
Senere var på besøg i Danmark igen.
På trods af det mistede ben har Doukajev haft en karriere som bokser. 
Han har været tilknyttet klubben Boxing Club Cocktail og boksede i vægtklassen under 69 kilo.
Han har bokset tyve kampe, vundet tolv, og to kampe er endt uafgjort.
Han boksede sin hidtil sidste kamp, som han tabte, den 23. januar 2010.
En dag til træning i bokseklubben skulle han have fortalt sin boksetræner, Albert Syben, at han var blevet taget med en pistol.
Doukajev medvirkede i en dokumentarfilm af Alain Marcoen om bokseklubben i Liege optaget i vinteren 2007-2008. 
Den blev vist på landsdækkende belgisk tv som et godt eksempel på integration.
Der er visse usikre elementer ved Doukajevs liv i tiden i Belgien. Ifølge hans boksetræner, Fabien Detaille, skal Doukajev have været set i en dyr BMW indregistreret i Luxembourg. Det var på et tidspunkt, hvor Doukajev var arbejdsløs. Ifølge et rygte skal han have droppet sin belgiske kæreste og giftet sig med en tjetjensk kvinde. Den "hemmelige" kvinde skal have født en søn og boet i en lejlighed på Rue Arnold Delsupeche i Liège, hvor også hans mor og søster boede. Han droppede ud af arkitektstudiet under påskud af at skulle arbejde som boksetræner i Tyskland.
Indtil maj eller juni 2010 boede Doukaiev sammen med sin daværende kæreste i det socialt belastede kvarter Herstal.

## Anholdelse i København
Doukajev blev fredag den 10. september 2010 anholdt i København, efter at en mindre bombe samme dag var sprængt på Hotel Jørgensen. Doukajev ville i flere dage ikke afsløre sin identitet, men dagbladet B.T. kunne d. 15. september 2010 afsløre hans navn.
Hans boksetræner, Albert Syben, genkendte billederne i pressen.
Politiet formoder, at Doukajev var i færd med at fremstille en brevbombe af det ustabile sprængstof TATP, og at bomben var tiltænkt Morgenavisen Jyllands-Posten i Viby.
Doukajev blev sigtet for terror den 21. december 2010.
Den 16. maj 2011 begyndte retssagen mod ham i Københavns Byret.
Han fik 12 års fængsel.
I slutningen af april 2013 er han sendt til restafsoning i Belgien.

### Motiv
Ifølge boksetræneren Albert Sybels hustru skal Doukajev siden 2005 og 2006 have været rasende over de danske Muhammed-tegninger.
Doukajev er både beskrevet som "ekstremt religiøs", "ikke særlig religiøs" og "bestemt ikke nogen ekstremist".
Han er desuden beskrevet som "meget temperamentsfuld" med et humør, der var "meget svingende", mens andre har beskrevet ham som "meget flink og intelligent", "sympatisk" og "et godt menneske" samt "genert"
og "vellidt, men meget diskret".
Da han tabte en boksekamp i oktober 2005 på teknisk knock-out, smadrede han den pokal, han havde vundet som andenpræmie.
Under retssagen fremgik det, at Doukajev i 2009 kørte personer til en dåbsfest i Bremen arrangeret af en tysk konvertit. 
Konvertitten var anklaget for at have ydet støttet til Al-Qaeda.